# Diradius diversilobus
Diradius diversilobus är en insektsart som beskrevs av Ross 1984. Diradius diversilobus ingår i släktet Diradius och familjen Teratembiidae. Inga underarter finns listade i Catalogue of Life.